# Tarachidia haworthana
Tarachidia haworthana är en fjärilsart som beskrevs av John Obadiah Westwood 1843. Tarachidia haworthana ingår i släktet Tarachidia och familjen nattflyn. Inga underarter finns listade i Catalogue of Life.